# Le Pistolero de la rivière rouge
Pour plus de détails, voir Fiche technique et Distribution.
Le Pistolero de la rivière rouge (The Last Challenge) est un film américain de Richard Thorpe sorti en 1967.

## Synopsis
Depuis qu'il a décidé de passer du côté de la loi, le shérif Dan Blaine fait tout pour oublier son passé de pistolero. Pourtant, sa réputation de fin tireur attire l'attention de jeunes hors-la-loi qui aimeraient se mesurer à lui dans un duel. Cette même ambition pousse Lot McGuire à s'installer dans la ville. Malgré la solide amitié qui s'est construite entre le shérif et le jeune voyou et les multiples tentatives de Lisa, la propriétaire du saloon, pour l'empêcher, le duel a finalement lieu...

## Fiche technique
- Titre original : The Last Challenge
- Titre français : Le Pistolero de la rivière rouge
- Réalisation : Richard Thorpe
- Scénario : Robert Emmett Ginna, Albert Maltz, d'après le roman Pistolero's Progress d'Albert Maltz
- Direction artistique : George W. Davis, Urie McCleary
- Décors : Henry Grace, Hugh Hunt
- Photographie : Ellsworth Fredericks
- Son : Franklin Milton
- Montage : Richard W. Farrell
- Musique : Richard Shores
- Production : Richard Thorpe
- Société de production : Metro-Goldwyn-Mayer
- Société de distribution : Metro-Goldwyn-Mayer
- Pays de production :  États-Unis
- Langue originale : anglais
- Format : couleur (Metrocolor) — 35 mm — 2,35:1 (Panavision) —  son Mono (Westrex Recording System)
- Genre : Western
- Durée : 105 minutes
- Dates de sortie :
  - États-Unis : 29 septembre 1967 (première à Atlanta)
  - France : 11 octobre 1967

## Distribution
- Glenn Ford (VF : Roland Ménard) : le shérif Dan Blaine
- Angie Dickinson : Lisa Denton
- Chad Everett (VF : Jean Fontaine) : Lot McGuire
- Gary Merrill (VF : André Valmy) : Squint Calloway
- Jack Elam (VF : Henry Djanik) : Ernest Scarnes
- Delphi Lawrence : Marie Webster
- Royal Dano (VF : Philippe Dumat) : le chef indien Pretty Horse (en VF : Poney Rouge)
- Kevin Hagen : Frank Garrison
- Florence Sundstrom : "Outdoors"
- Marian Collier : Sadie
- Robert Sorrells (VF : Jacques Balutin) : le shérif adjoint Harry Bell
- John Milford : Turpin
- Frank McGrath : Ballard Weeks
- Mark Allen (VF : Jean Violette) : Dave Webster

## Autour du film
- C'est le dernier film de Richard Thorpe